# Шидловский, Иван Ефимович
Ива́н Ефи́мович Шидло́вский (род. 4 июля 1950, Волево, Витебская область) — советский боксёр, бронзовый призёр чемпионата СССР и обладатель Кубка СССР, член сборной СССР 1969—1971 годов, мастер спорта СССР (1969), Заслуженный тренер Узбекской ССР (1986), Заслуженный тренер России (1996). Полковник в отставке.

## Биография
Выпускник Узбекского института физкультуры 1972 года. В 1974—1991 году служил в Туркестанском военном округе, был заместителем начальника физподготовки и спорта округа. За время его работы в округе под его руководством были подготовлены 1 Заслуженный мастер спорта, 12 мастеров спорта международного класса, 24 мастера спорта. В 1984—1986 годах служил в Афганистане. В 1991—1999 годах — старший тренер Московского военного округа. За это время боксёры под руководством Шидловского занимали призовые места на чемпионатах России, чемпионатах мира среди военнослужащих, международных турниров.
В 1993—2001 годах занимал должность заместителя главного тренера сборной по воспитательной работе, а затем начальника сборной. В 2004—2009 годах был главным тренером студенческой сборной России. Под его руководством команда занимали призовые места на чемпионатах и Кубках Европы и мира среди студентов. С 2010 года был главным специалистом сборных команд Чечни. С 2011 года был старшим тренером сборной России среди юниоров 19-22 лет. В 2012 году юниорская сборная заняла первое место на чемпионате Европы среди юниоров. Под руководством Шидловского сборная России на Универсиаде 2013 года в Казани заняла первое место.
В 2016—2017 годах Шидловский Иван Ефимович являлся главным тренером сборной России по боксу среди женщин. В 2019 году вновь был назначен на эту должность. В 2019 году сборная России завоевала первые командные места на чемпионате Европы в Мадриде и на чемпионате мира в Улан-Удэ.

## Награды
- Орден «За службу Родине в Вооружённых Силах СССР» III степени — 1984;
- Орден Красной Звезды — 1986;
- Отличник физической культуры и спорта — 1998;

## Спортивные результаты
- Чемпионат СССР по боксу 1970 года — ;

## Известные воспитанники
- Егоров, Василий Михайлович (1993) — двукратный чемпион Европы (2015, 2017), серебряный призёр чемпионата мира (2015) в весовой категории до 49 кг, Заслуженный мастер спорта России.